# Angelca Ocepek
Angelca Ocepek (3. září 1912, Vevče – 1. červen 1959) byla slovinská politička, účastnice národněosvobozeneckého boje a činovnice ženských organizací.

## Životopis
Narodila se nedaleko Lublani, po absolvování základní školy začala pracovat v továrně Saturnus, kde zahájila svou politickou činnost. V roce 1935 vstoupila do Komunistické strany Jugoslávie. Od roku 1940 až do své smrti byla členkou ústředního výboru Komunistické strany Slovinska.
Ve své činnosti usilovala o zlepšení práv pracujících a žen, za což byla již na sklonku první Jugoslávie vyšetřována a trestána. Po okupaci Jugoslávie se zapojila do hnutí odporu. V roce 1941 ji zadrželi Italové, z vězení ale utekla a z ilegality organizovala odpor proti okupaci, později se přidala k partyzánům. V říjnu 1943 se stala předsedkyní hlavního odboru Slovinského protifašistického svazu žen (SPŽZ), později přeměněného na slovinskou větev Antifašistické fronty žen (AFŽ). Byla také členkou Slovinské národněosvobozenecké rady (SNOS) a výkonného výboru Osvobozenecké fronty.
Po skončení druhé světové války byla členkou ústředního výboru Komunistické strany Slovinska a hlavního odboru Socialistického svazu pracujícího lidu (SZDL). Podílela se na utváření systému socialistické samosprávy, která byla jugoslávským specifikem. Po zániku AFŽ byla předsedkyní Svazu žen.
Byla nositelkou Partyzánské pamětní medaile 1941.